# Spongosorites porites
Spongosorites porites är en svampdjursart som beskrevs av de Laubenfels 1949. Spongosorites porites ingår i släktet Spongosorites och familjen Halichondriidae. Inga underarter finns listade i Catalogue of Life.